# Курза
Курза — упразднённое в 1932 году село Балахнинского района, включённое в черту посёлка Правдинск Нижегородского края. С 1993 года в черте города Балахны Нижегородской области России.

## География
Расположено было у озера Курза, на правом берегу реки Волги.

## История
Входило, по данным на 1864 год, в состав 1-го стана Балахнинского уезда.
1 февраля 1932 года ВЦИК постановил преобразовать в рабочий посёлок селение при целлюлозно-бумажном комбинате Балахнинского района с включением в его поселковую черту селений: Курза и Ванята с наименованием его «Правдинск».

## Население
Согласно справочнику «XXV. Нижегородская губерния. Список населенных мест по сведениям 1864 года», в 10 дворах проживали 39 мужчин,	47 женщин.